# ケン・アンドリュース
ケン・アンドリュース（Ken Andrews、出生名：ケネス・アンドリュー・ドーティ Kenneth Andrew Doty 1967年6月18日 - ）はアメリカ合衆国のミュージシャン、音楽プロデューサー、レコーディング・エンジニア。

## 略歴

### ミュージシャンとして
1967年、シアトルに生まれる。ロサンゼルスの映画学校に入学後の1990年に自身のバンド、フェイリュアを結成した。フェイリュアは3枚のアルバムを発表後、1997年に解散した。バンド活動中の1995年にサイドプロジェクト・レプリカンツのメンバーとして1枚のアルバムをリリースした。フェイリュア解散後の1999年にスーパーグループ、ザ・ワンダーガールズに加入。その後はソロプロジェクト・オンを立ち上げ2000年に1stアルバム『Shifting Skin』をリリースした。2002年の2ndアルバム『Make Believe』リリース後にはロックバンド、イヤー・オブ・ザ・ラビットを結成し、2003年に唯一のアルバム『Year of the Rabbit』をリリース。2007年3月に自主レーベル、ダイナソー・ファイト・レコードよりソロ名義アルバム『Secrets of the Lost Satellite』をリリース。2013年、本人曰く「デジタル・バンド」であるデジタル・ノイズ・アカデミーを結成し、アルバム『Synemy』をリリースした。翌2014年にフェイリュアを再結成させ、ツアーを行った。

### プロデューサー、エンジニアとして
ミュージシャンとしての活動以外にも、音楽プロデューサーやレコーディング・エンジニアとしても活動し、自身の作品以外にもナイン・インチ・ネイルズ、ジミー・イート・ワールド、ベック、テネイシャスD、ロストプロフェッツ、メイ、ア・パーフェクト・サークル、パラモアなど多数のアーティストの作品に参加している。2006年にはクリス・コーネルが歌う映画007シリーズ『007 カジノ・ロワイヤル』の主題歌「You Know My Name」のプロダクションに参加した。
アンドリュースはテレビ番組にてエンジニアであるスティーヴ・アルビニと議論を行い、アナログ録音で全ての作業工程を終えるアルビニに対し、デジタル録音はより多くの音を容易に録音できるとの主張を行った。

## 私生活
2005年にシンガーソングライターのシャーロット・マーティンと結婚。2008年に長男のローネン、2011年に長女のステラが誕生し、2児の父となる。アンドリュースはマーティンの作品のプロデュースに参加しており、マーティンはアンドリュースが結成したデジタル・ノイズ・アカデミーのメンバーでもあり、2人は公私にわたるパートナーである。

## 作品

### フェイリュア
- Comfort （1992年）
- Magnified （1994年）
- Fantastic Planet （1996年）
- Golden （2004年）
- Essentials （2006年）
- Tree of Stars live EP （2014年）

### レプリカンツ
- Replicants （1995年）

### オン
- Soluble Words EP （1999年）
- Shifting Skin （2000年）
- Make Believe （2002年）

### イヤー・オブ・ザ・ラビット
- Hunted （2003年）
- Year of the Rabbit （2003年）

### ソロ
- Secrets of the Lost Satellite （2007年）
- Secret Things: Remixes from the Lost Satellite EP （2007年）
- Secrets of the Lost Satellite Tour, Spring 2007 （2007年）

### デジタル・ノイズ・アカデミー
- Synemy （2013年）